# Hypoponera nubatama
Hypoponera nubatama is een mierensoort uit de onderfamilie van de Ponerinae. De wetenschappelijke naam van de soort is voor het eerst geldig gepubliceerd in 1996 door Terayama & Hashimoto.